# Paul Ziegner
Paul Johannes Oskar Ziegner (* 18. August 1994 in Heilbad Heiligenstadt) ist ein ehemaliger deutscher Jugenddarsteller.

## Leben
Ziegner spielte von Anfang 2010 bis Ende 2011 die Rolle des Nino Rieckerts, eine der neuen Hauptrollen  in der 13. Staffel der Fernsehserie Schloss Einstein. In seiner Fernsehrolle erweckt er die brachliegende Schülerzeitung wieder zum Leben. Schloss Einstein war Ziegners Fernsehdebüt.
Er wohnte zu dieser Zeit in Erfurt und besuchte dort das Ratsgymnasium Erfurt. Nach dem Abitur studierte er Konsumgüterhandel an der DHBW Heilbronn.

## Filmografie
- 2010–2011: Schloss Einstein (als Nino Rieckerts)